# Pavel Golovin
Pavel Georgijevič Golovin (26. dubna 1909, Naro-Fominsk, Ruské impérium – 27. dubna 1940) byl sovětský polární letec Hlavní správy severní mořské cesty (Главное управление Северного морского пути), plukovník Rudé armády.
Narodil se v rodině úředníka. V roce absolvoval střední sportovmí školu v Moskvě a v roce 1933 Tušnický aeroklub.
Pavel Golovin byl prvním sovětským pilotem, který 5. května 1937 přeletěl severní pól. Let uskutečnil s dvoumotorovým letadlem Tupolev R-6 (ANT-7).
Získal četná vysoká státní vyznamenání: Hrdina Sovětského svazu (1937, medaile s pořadovým číslem 40), Leninův řád, Řád rudého praporu, Řád rudé hvězdy. V roce 1939 vstoupil do VKS(b). Účastnil se i války s Finskem.
Od října 1938 pracoval jako testovací pilot pro Moskevský aviazavod № 22, kde testoval bombardéry.
27. dubna 1940 plukovník Pavel Golovin zahynul při zkušebním letu prvého sériového bombardéru СПБ (výrobní číslo № 2-1) konstruktéra Polikarpova. Při havárii zahynula celá posádka.
V jeho rodném městě Naro-Fominsku je po něm pojmenována ulice. Jeho jméno nesla i sovětská minolovka T 450 Pavel Golovin.